# مايكل سيتون
مايكل سيتون (بالإنجليزية: Michael Seaton) (1 مايو 1996 بسبانيش تاون في جامايكا - ) هو لاعب كرة قدم جامايكي في مركز الهجوم. شارك مع منتخب جامايكا تحت 17 سنة لكرة القدم ومنتخب جامايكا تحت 20 سنة لكرة القدم ومنتخب جامايكا لكرة القدم. أما مع النوادي، فقد لعب مع دي.سي. يونايتد ونادي أوربرو وبورتلاند تمبرز وريتشموند كيكرز وبروتلاند تمبرز 2.

## وصلات خارجية
- مايكل سيتون على موقع الدوري الأمريكي (الإنجليزية)
- مايكل سيتون على موقع قاعدة بيانات كرة القدم.إي يو (الإنجليزية)
- مايكل سيتون على موقع ناشيونال فوتبول تيمز (الإنجليزية)
- مايكل سيتون على موقع Soccerbase.com (لاعب) (الإنجليزية)
- مايكل سيتون على موقع Soccerway.com (الإنجليزية)
- مايكل سيتون على موقع عالم كرة القدم.نت (الإنجليزية)
- مايكل سيتون على موقع AS.com (الإسبانية)